# 陳好逑
陳好逑，MH（1932年—2021年7月23日），香港粵劇演員，逾八十年戲齡，被稱為「藝術旦后」。她這個名字是用了《詩經·國風·周南》中〈關雎〉詩句「君子好逑」之典故。

## 生平
陳好逑自小受父親薰陶，對粵劇藝術產生興趣，和平後在其父好友鄧肖蘭芳留港休假期間，初學排場戲，最早期國聲師姊曾雲仙教她踏台板成為梅香，上世紀四十年代末，在廣州演出粵劇，初露頭角，慢慢從第四花旦升⾄正印。

### 師承粉門
她是首位香港伶人拜粉菊花為師，從粉師⽗的「馬蕩子」開始學，在1962年電影《大戰泗洲城》師徒盡情「曬冷」。當1955年蔡艷香在靚華亨(亨姐)的引薦下拜訪、隨名伶粉菊花學戲，陳已有小菊花之稱。其師弟有羅家英，師妹就是陳寶珠及電影《無敵楊家將》中客串的沈芝華（飾金麟太子）、張露露（飾楊金花）⼆人。

### 年少出埠
在東南亞、兩廣、港、澳，登台演出多年。
1950年代初，陳好逑曾往澳門、湛江及越南演出，後來經介紹隨羅劍郎往新加坡、馬來西亞等地演出，擔任第三花旦。及後，跟隨何非凡、余麗珍等名伶到越南演出時，已是第二花旦。1959年，跟何非凡在「非凡響劇團」演出《司馬相如》，合演者為歐陽儉、白龍珠、陳燕棠、艷群芳(是第二花旦) 。

### 香港演出
1950年後在香港登台演出，並逐漸擢升為二幫及正印花旦。1957年，曾經加入梁醒波和陳非儂籌組的「孖寶劇團」，她也曾與武生王靚次伯演出《恨海情天》。
歷年成為不少大班的主要演員，包括：「錦添花」（與陳錦棠合作）、「大龍鳳」（與麥炳榮、鳳凰女合作）、「燕新聲」（與石燕子合作）；其中與林家聲合作的「慶新聲」、「頌新聲」更為人所樂道，《無情寶劍有情天》就是陳好逑和林家聲的首本戲。

### 走埠美加
1967年與朱秀英等等走埠到美國時，得到東、西兩岸陳氏宗親總會鼎⼒支持。總會買斷林、陳二人到十月底的「包底分紅」合同但跟逑姐續約、聲哥在西雅圖演出總會三年一次的一台戲時要全做舊劇目以示不滿、後更『花門』，總會暫時換上在西雅圖的盧海天。
1967年12月，李奇峰於三藩市見逑姐在、琴姐(李香琴)在，:3111967年10月17-23日 (華宮7日)戲橋未見李香琴名字，有定居美國的黃金龍、秦小梨、張舞柳、朱秀英、艷群芳。羽佳未到時担任文武生，繼續下來担任小生與羽佳合作到任姐與仙姐加入行列，逑姐⼀直留到新團接上。1970年代中期，逑姐也和其他文武生合作走埠美加。

### 新舊首本
四大名丑之⼀半日安在「慶新聲」輔助新上位的林家聲和陳好逑，毫不保留傳藝，把薛、妹、安的私伙介⼝扶掖後輩。《嫣然⼀笑》、《前程萬⾥》、《胡不歸》、《花染狀元紅》、《西施(薛派)》(没有經典的舞台⽣旦「詐嬌詐嗲」對⼿戲，與上海妹(後飾鄭旦)、麥炳榮〈五湖泛舟〉合作，薛先飾范蠡、後飾西施。)等薛派名劇，半⽇安在《胡不歸》演惡家姑和上海妹的苦命顰娘是最佳配搭。
1960年代中加入「頌新聲劇團」，自此直到1990年代，陳好逑都是在「頌新聲劇團」中任正印花旦。1977年，陳好逑舊患復發，林家聲覓新配搭，七十年代五大花旦中的江雪鷺欣然答允，第二花旦於是暫時換上了李香琴，而後逑姐既復元，李少芸亦定居加拿大 。

### 九十年代
1992年，陳好逑因健康問題而臨時辭演，「頌新聲」才暫時換上了尹飛燕，1994年棚戲鄧美玲補上。
1994年以後，雖然健康不及當年演出率下降，但所擔綱『不固定、不經常』的演出一定重質不重量。為了演出，必全力以赴，常常花出數以倍計的排練時間，敬業樂業的精神是很值得後輩學習。
自1990年代中期以後演出，有「好兆年劇團」《呂蒙正．評雪辨蹤》、《趙氏孤兒》及葉紹德與阮兆輝新寫的花旦重頭戲《文姬歸漢》等等劇目，這個「優秀粵劇重演」日期是以巡迴演出式向不同地區的觀眾呈獻。港澳沙士時期，2003年亦為支持林錦堂籌組的「錦添花」演出，合作兩台戲打響頭砲，便留給新⼈接上。
為慈善演出不⽢後⼈，替歐陽儉遺孤孀婦籌款義演電影《春滿帝皇家》，有情有義。演唱曲目有「戲曲天地敦煌慈善夜」的合唱《花染狀元紅》之〈庵堂重會〉、國際婦女會「粵韻名曲樂昇平」粵劇慈善晚會的合唱《艷曲醉周郎》、2004年國際婦⼥會暨⽼⼈中⼼的籌款晚會的合唱《七月七日長生殿》、其他包括有2003年10月8日《俏潘安》之〈店遇〉、2008年10月9日《樓台會》之〈良朋〉、2013年4月21日《二夕恩情廿載仇》之〈盤夫、放夫〉、2017年1月9日《西施》之〈五湖泛舟〉等等。她亦曾經和名伶蓋鳴暉、陳笑風、林錦屏、倪惠英、曹秀琴等灌唱片，為「靈實基督教協會」籌錢。
在粵劇教育方面，與阮兆輝、梁漢威、新劍郎、王超群等人擔任粵劇曲藝證書基礎課程的顧問。香港演藝學院在2006年頒授榮譽院⼠予她，在贊詞中提及她對粵劇傳承的貢獻：「多年來陳⽒為慈善演出不⽢後⼈，並把⼀⽣奉獻予粵劇，⾃⾹港演藝學院中國戲曲課程開辦以來，多次蒞臨觀看學⽣演出，給予寶貴意⾒，2005年更與多位名伶⼀同帶領演藝粵劇學⽣參與演出新編⻑劇《坤乾鏡》，對提攜後輩不遺餘⼒。陳⽒德藝兼優，堪稱粵劇界之模範。」
由於陳好逑多年來致力推動粵劇發展，貢獻良多，於2008年獲香港特別行政區政府頒授榮譽勳章，被封稱為「藝術旦后」。
逑姐說：「與聲哥一起拍戲，做粵劇，相交六十多年，聲哥一直待我如妹妹般，感覺就像一家人，實在很可貴。」陳好逑與林家聲多年來合作無間，2015年8月4日，林家聲於廣華醫院去世，陳好逑聞得昔日拍檔死訊忍不住嗚咽。
2021年7月23日，陳好逑因癌症逝世，享年89歲。

## 舞台擇錄
尚未計算香港淪陷、「月圓新派劇團」時期，從1945年到2018年，有共73年的演出歷史，從有相關可應用科學技術的年代，多人傳承給學生們時，在使用盜版、私人攝錄陳好逑女士與他們演出時影像視頻作為教材，確保後學們得到最好的學習榜樣。
最後一次參與由八和製作的節目，是2017年演出《經典粵劇慶回歸：觀音得道》中的妙善一角，演繹觀音得道前的妙善公主。陳好逑女士的演出，淋漓盡致地演繹了妙善求道的決心，成為劇壇的佳話。

### 中國戲曲節
2018年8月，最後一次參與中國戲曲節演出《文姬歸漢》，第七屆(2016年)戲曲節壓軸選了粵劇，陳演由楊智深新寫的《捨子記》(飾王桂英)從〈二堂捨子〉開始演繹，故事取材自中國神話《寶蓮燈》，2013年參與開幕演出、羅家英新編的粵劇《戰宛城》，舞刀弄槍。

### 香港藝術節
2002年，香港藝術節推出了《文武雙全陳好逑》系列節目，演出《無情寶劍有情天》、《朱弁回朝》、《三夕恩情廿載仇》、《鐵馬銀婚》、《文姬歸漢》等多個劇目，是對其藝術成就的一個肯定。
其他⾹港藝術節演出包括《呂蒙正．評雪辨蹤》（1998）、「紅伶排場戲薈萃」（1999）系列中《梨花罪⼦》⼀劇，以及在第38屆⾹港藝術節的⼤型粵劇節⽬《百年回顧⼋和鳴》（2010）中參演《天姬送⼦》、《六郎罪⼦》(飾穆瓜)及《胡不歸》。

### 排場戲
其他排場戲演出包括新編《七賢眷》(1997-回歸)、朱秀英「從藝七十年藝術回顧」(朱⽒掛鬚) 《六郎罪⼦》(1998)、《⾦蓮戲叔》(最後一次 2017、七十多年前初學)。
「回歸五周年」 省港名伶粵曲演唱會.香港文化中心.音樂廳
- 2002年7月7日 (星期日)與朱秀英合作《樊梨花罪⼦》。
- 2002年7月8日 (星期一)與朱秀英合作《平貴別窰》及和羅家英合作《胡不歸》之〈慰妻〉。

### ⽂武兼備
| 日期                    | 劇⽬                                                     | 備註             |
| ----------------------- | -------------------------------------------------------- | ---------------- |
| 2004年11月24日 (星期三) | 先演《六國大封相》、續演《胭脂淚灑戰袍紅》               |                  |
| 2004年11月25日 (星期四) | 《英雄叛國》                                             |                  |
| 2004年11月26日 (星期五) | 《三夕恩情廿載仇》                                       | 羅唯一一次，初次 |
| 2004年11月27日 (星期六) | 《醉斬二王》                                             |                  |
| 2004年11月28日 (星期日) | (下午)折⼦戲包括《拷紅》、《龍鳳爭掛帥》之〈爭帥、凱旋〉 |                  |
| 2004年11月28日 (星期日) | (晚上)《鐵馬銀婚》                                       |                  |
| 2004年11月29日 (星期一) | 《曹操‧關⽻‧貂蟬》                                       |                  |
| 2004年11月30日 (星期二) | 《穆桂英大破洪洲》之〈渡江、大破洪洲〉                   |                  |

| 日期                   | 劇⽬                     | 備註                     |
| ---------------------- | ------------------------ | ------------------------ |
| 2004年12月1日 (星期三) | 《梟雄虎將美人威》       | 好兆年劇團在香港文化中心 |
| 2004年12月4日(星期六)  | (下午二時)《碧血寫春秋》 | 好兆年劇團在香港文化中心 |
| 2004年12月5日 (星期日) | (下午二時)《碧血寫春秋》 | 好兆年劇團在香港文化中心 |

這長「⼀期」⼗天、(⽇、夜)共演十多場，可能也是她最後⼀次以「刀馬旦」角色為主而踏台板。

### 夜盜紅綃
1971年，《三打祝家莊》在普慶戲院演出，「折子戲」亦在電視上演。
-7⽇8場(高陞)
-5⽇6場(澳門)
-7⽇9場(普慶)
-蘇少棠(飾石秀)、林錦堂(飾祝彪、扈三娘的未婚夫)
-尤聲普(飾扈太公)、新海泉(飾時遷)、南鳳(飾翠環)
1972年，為陳錦棠擔任監督的「錦添花劇團」演出《夜盜紅綃》，亦是高陞戲院結業前最後一台粵劇演出。
-7⽇7場(澳門)
-7⽇7場(高陞)
-7⽇7場(普慶)
-5⽇6場(高陞)1972年3月3-7日
-7⽇8場(普慶)

### 藝通南北
- 五九年八月十九日在利舞台演京劇《陰陽河》。[39]
- 五九年十一月八日在樂宮戲院演京劇《泗洲城》。(即1975年粵劇《虹橋贈珠》- 阮兆輝、南紅、梁醒波、任冰兒、李龍、朱少坡在利舞台開山，蘇翁編劇。)

### 走田基路
一九四九年六月上廣州在鄉間、更包括遠至廣西梧州金星大戲院演出，逗留了幾個月，便隨班回到香港。 在這幾個月中，由初踏台板的梅香做起而升⾄三幫，她已經獲得了不少舞台經驗，回到香港，後來被編劇家盧山看中，她便不斷的接班。

## 瑣聞軼事
一九五二年任冰兒(細女姐)與石燕子結婚，陳好逑女士為伴娘之一。2002年《文武雙全陳好逑》系列節目，演出《無情寶劍有情天》(任姐塑造、細女姐「傳授」) 的嫦姐姐與逑姐合作，伴在「琴娘」吕悼慈身邊。做正印花旦，伙拍的文武生只能是「萬千寵愛」在一身不好做，早早1960年洞悉内情。
陳好逑女士亦為青松觀資深道長。
1989年8月，陳⽒面對報人靈文問到多年來對演唱藝術的體驗，回答:「我時時牢記住梅蘭芳大師曾說過的四個字，就是:博、精、深、新。」
父親陳啟鴻
多年來曾參與和創辦多個粵劇和曲藝相關團體:-
- ⼆戰前，[4]在⾹港創辦「國聲戲劇社」，白潔初(原名夏伯祥)、鄧肖蘭芳(原名鄧超)等等多人敎戲之餘，還為學⽣排戲（那時粵劇還沒有導演），陳女士亦參與和拜華光先師，戲劇社淪陷時停辦。
- 香港日佔時期，主理「月圓新派劇團」。[3]
- 和平後，他和朱劍帆師傅在⾹港創辦「昇平⾳樂社」。[44]陳好逑女士亦為「昇平⾳樂社」永遠名譽社長。[45]
- 戰後鄧肖蘭芳[4]在⾹港辦起“蘭芳粵劇學院”，陳女士亦參與。[44]

在入行近十年升為劇團正印花旦後，逑姐仍然每天邀請一位姓萬的老師教她練嗓子，並且每天都往粉菊花師父的家中練武功、學排場，這種學習精神，正是她名成利就的原因之一。

## 唱片曲目
| 年份 | 曲⽬                  | 備註               |
| ---- | --------------------- | ------------------ |
| 1953 | 「做慣乞兒懶做官」    | 每隻一元五（加元） |
| 1958 | 「肥⿈狗與⿈⿏狼」    | 唐滌生作品。       |
| 1958 | 「紫塞玉笙寒」        | 陳伯璜撰曲。       |
| 1969 | 「⻤⾺紅娘」          | 風行唱片公司出品。 |
| 1977 | 「包公審陳世美」      | 天聲唱片出品。     |
| 1977 | 「鐵馬銀婚」          | 天聲唱片出品。     |
| 1978 | 「高君保私探營房」    | 天聲唱片出品。     |
| 1979 | 「沈三白與芸娘」      | 楊石渠作品。       |
| 1980 | 「生死恨」            | 天聲唱片出品。     |
| 1992 | 「琵琶重譜鳳諧鸞」    | 蔡衍棻作品。       |
| 1992 | 「朱弁回朝.寒江傷別」 | 秦中英作品。       |
| 2010 | 「愛水江河」          | 扶正堂出品。       |

## 開山劇目
++陳好逑擔綱的首本戲。
|    | 劇⽬                                                                                         | 備註                                                                                               |
| -- | -------------------------------------------------------------------------------------------- | -------------------------------------------------------------------------------------------------- |
| 1  | 《雷鳴金鼓戰笳聲》                                                                           | [ 48 ]                                                                                             |
| 2  | 《無情寶劍有情天》                                                                           | [ 49 ]                                                                                             |
| 3  | 《情俠鬧璇宮》                                                                               | 林家聲扮美的穿戴是出於其衣箱之手。                                                                 |
| 4  | 《碧血寫春秋》                                                                               | [ 51 ]                                                                                             |
| 5  | 《龍鳳爭掛帥》                                                                               | [ 52 ]                                                                                             |
| 6  | 《眾仙同賀慶新聲》                                                                           | [ 53 ]                                                                                             |
| 7  | 《近⽔樓台先得⽉》                                                                           | 本劇的絕活見「高檯飛椅」，其後共只再演兩次。                                                       |
| 8  | 《三夕恩情廿載仇》                                                                           | [ 55 ]                                                                                             |
| 9  | 《多情君瑞俏紅娘》                                                                           | [ 56 ]                                                                                             |
| 10 | 《煙⾬重溫驛館情》                                                                           | [ 57 ]                                                                                             |
| 11 | 《唐明皇夢會太真》                                                                           | [ 註 8 ]                                                                                           |
| 12 | 《七賢眷》++                                                                                 | 神功戲中又名《全家福》                                                                             |
| 13 | 《文姬歸漢》++                                                                               | 花旦重頭戲                                                                                         |
| 14 | 《金玉觀世音》++                                                                             | 花旦重頭戲，配戲者為吳仟峰、陳鴻進、阮兆輝、何偉凌、任冰兒、溫玉瑜、高麗、呂洪廣、廖國森、陳咏儀。 |
| 15 | 《潘⾦蓮新傳》++                                                                             | 花旦重頭戲，配戲者為李龍、吳仟峰、陳咏儀、陳鴻進、廖國森、阮兆輝、溫玉瑜、呂洪廣、李鳳。           |
| 16 | 《桃花扇》                                                                                   | [ 60 ] [ 61 ] [ 62 ]                                                                               |
| 17 | 《乾坤鏡》                                                                                   | [ 62 ] [ 63 ] [ 64 ]                                                                               |
| 18 | 《捨子記》+++                                                                                | [ 65 ] [ 66 ]                                                                                      |
| 19 | 《陰陽判》                                                                                   | 唯一一個楊智深劇本逑姐有再演，是2018年1月20日在香港文化中心。                                      |
| 20 | 《戰宛城》                                                                                   | [ 67 ] [ 68 ]                                                                                      |
| 21 | 《望江亭》++                                                                                 | 花旦重頭戲                                                                                         |
| 22 | 《呂蒙正‧評雪辨蹤》                                                                          | (1998)                                                                                             |
| 23 | 《三打祝家莊》++                                                                             | (1971)                                                                                             |
| 24 | 《夜盜紅綃》++                                                                               | (1972)                                                                                             |
| 25 | 1976及1977年開山《范蠡與西施》、《三氣周瑜》、《雙槍陸⽂⿓》、《韓信》、《倫⽂敘》多個劇本。 | 1976及1977年開山《范蠡與西施》、《三氣周瑜》、《雙槍陸⽂⿓》、《韓信》、《倫⽂敘》多個劇本。       |
| 26 | 《宇宙鋒》                                                                                   | (1998)                                                                                             |
| 27 | 《王⼗朋臨江祭荊釵》                                                                         | (1998)                                                                                             |
| 28 | 《蘇小卿月夜泛茶船》++                                                                       | [ 69 ] [ 62 ]                                                                                      |

1976及1977年開山《范蠡與西施》、《三氣周瑜》、《雙槍陸⽂⿓》、《韓信》、《倫⽂敘》多個劇本後，經過多次仔細修訂、千錘百鍊，然後才重演的。
+++「以人包戲」

## 電影作品
+ 首部擔正主角的電影。

| - 1953 戰古城 - 1954 富士山之戀 - 1956 寶蓮燈 (王夫人) - 1956 碧血恩仇萬古情 - 1957 刁蠻郡主戲玉郎 - 1957 寶蓮燈(續集) (王夫人) - 1957 天姬送子 (二姐) - 1957 狐仙奇緣 - 1957 梅開二度 - 1958 烽火佳人(伶人美艷香) - 1958 重見月團圓 - 1958 彩鳳喜迎春(金彩燕) - 1958 寶蓮燈(三集) (王夫人) - 1958 駙馬艷史 - 1958 艷陽丹鳳(公主) - 1958 大冬瓜(鑼仙) - 1958 火網梵宮十四年 (綠翹) - 1958 桃花仙子 (艷桃) - 1958 廣東順母橋 - 1958 梁祝恨史(人心) - 1958 蘇小妹三難新郎(春香) - 1958 柳毅傳書(錦麟) - 1958 骨肉親情(上集) - 1958 骨肉親情(下集大結局) - 1958 碧血劍 - 1959 天堂兒女(林亞貞)+ - 1959 花開並蒂蓮 (上官麗蓉) - 1959 紅孩兒水晶宮救母 - 1959 鐵扇公主神火破天門 - 1959 桂枝告狀 (翠菊) - 1959 女兒香 (郡主) - 1959 帝女花 (周瑞蘭) - 1959 沉香扇 (飾秋紋) - 1960 鴛鴦江遺恨(上集、下集) - 1960 銀龍太子鬥八仙 (小青) - 1960 春燈會 (常小莊) - 1960 十大姐 (大食懶區綺雲) - 1960 忠孝雙全並蒂花 (胡姬) - 1960 淚娉婷(下集) (冷玉霞) - 1960 翠樓春曉 (蘭香) - 1960 血屋驚魂 (馬雲仙) - 1960 雙孝子月宮救母 (彩虹女) - 1960 雲台十八劍 (白香凝) - 1961 子母橋(上集) (萬淑儀) - 1961 子母橋(下集) (萬淑儀) - 1961 天賜福星 (迎春) - 1961 兒女情深 (余淑陶) - 1961 百戰榮歸迎彩鳳 - 1961 歷劫親情 (樂翠然) | - 1961 魚雁曲 - 1961 金大嫂 (周麗虹) - 1961 偷香血債 (⽅曼玲) 首映1961/04/19 - 1961 火網英雄傳 (郭金喬) - 1961 皇城救母定江山 (晉妃) - 1961 五嶽英雄傳 (獨臂神尼朱長平) - 1961 天山猿女 (金月嬋) - 1961 威震江湖八卦刀 - 1961 十年一覺楊州夢 - 1961 天下第一劍(上集) (八臂觀音林巧兒) - 1961 英雄肝膽美人心 (郡主) - 1961 古墓追魂劍 (劉璇姑) - 1961 仙鶴神針(上、續集)(李青鸞) - 1961 十八追魂劍 - 1961 武林十三劍(上、下集) (女菩薩、神尼沙哈洛) - 1961 太太緝私團 (朱麗怡) - 1961 三戰定江山 (魏月英) - 1961 梁紅玉血戰黃天蕩 (韓尚德、兄長) - 1961 十三歲封王 - 1961 花木蘭 - 1961 無敵楊家將 (百花公主) - 1961 倩女情俠(上集) (穿額金刀金月梅) - 1962 雙龍丹鳳霸皇都 - 1962 倩女情俠(大結局) (金月梅) - 1962 鐵掌震江南(馬真真) - 1962 金牌計(盧瑞英) - 1962 福祿雙星(秋萍) - 1962 大戰泗洲城(蚌精) - 1962 沉冤得雪(何小雯) - 1962 女附馬金殿鳴冤(萍兒) - 1962 一笑傾城(冰女) - 1962 仙鶴神針(大結局) (李青鸞) - 1962 刁蠻元帥莽將軍 - 1962 馬騮精出世(上集)(鐵扇公主) - 1962 唐三藏取西經 - 1962 劍影恩仇錄(巧兒) - 1962 火龍怒吞雙虎將 - 1962 黛玉莽花 - 1962 鳳閣恩仇情未了 - 1962 血洗愛河橋 - 1962 黑海擒凶 (白小燕) - 1962 黃毛怪人 (鄔雅) - 1962 英雄掌上野荼薇 (燕國公主玉娥) - 1962 打死不離親兄弟 | - 1962 火海勝字旗 (杜小燕) - 1962 春滿帝皇家 (盈盈宮女) - 1962 危巢小鳳 - 1962 洪宣嬌 (蕭小妹) - 1963 兩代恩怨 (⽅曼玲) - 1963 芬芳香艷喜迎春 - 1963 雷鳴金鼓戰笳聲 - 1963 胡奎賣人頭 (祁巧雲) - 1963 武潘安(客串飾錢瓊珠) - 1963 鐵雁霜翎(上、下集)(李雁紅) - 1963 劍俠金縷衣(上、下集)(江上燕) - 1963 碧血金釵(上、下集) (丁鳳) - 1963 一劍震江湖 (陳紫雲) - 1963 老豆賺錢女享福 - 1963 三傻尋女(客串仙女) - 1963 黃泉會母(莊姬) - 1964 碧血金釵(丁鳳) (三集大結局)、(大結局) - 1964 添丁發財 (丁佩玉) - 1964 七喜臨門 (王妙嫻) - 1964 恨海情天 (陳良英) - 1964 無情寶劍有情天 (吕悼慈、「琴娘」) - 1964 神龍五虎將 (呂玉芬) - 1964 兩個懵仔爭老豆 (三妹) - 1964 滿堂吉慶 - 1965 倚天屠龍記(趙明) (三集、四集大結局) - 1965 武林聖火令(上集) (杜娟兒) - 1965 武林聖火令大結局 (杜娟兒) - 1965 武林第一劍 (陳紫雲) - 1966 觀音得道香花山大賀壽 - 1969 獨眼俠獨闖江湖 - 1969 玉女劍 (客串飾葉上青) - 1970 三殺手 (雪娟) - 1970 神探一號(友情客串) |

## 備註
1. ↑  鄧肖蘭芳戰前在⾹港的「國聲戲劇社」敎戲。
2. ↑  《大戰泗洲城》中粉菊花挑茶桶的仿《陰陽河》「挑⽔桶」造型劇照，(右)有周坤玲(右手持劍)、(左)有梁寶珠(右手持劍)、文蘭(持雙刀)的三人可能也是她的師妹。
3. ↑  林家聲為可以完全實驗自己的理想撇台柱出劇團，撇走的前台柱陳錦棠、朱秀英都拍過薛覺先，已被他班收為主要演員。
4. ↑  為最後一次，因樹大招風、『受落』但二人有合同卻三人一九六七年七月廿三日從香港機場出發[20]不歡而散，以後再不接相關劇團走埠安排。
5. ↑  聲哥標準-慈善演唱被錄的話是盜版。
6. ↑  盧山上世紀六、七十年代，在澳門主理皇宮大酒家(二樓)主辦的「皇宮劇團」演出多年。白玉堂、芳艷芬、鳳凰女大同戲院 (江門)演出期間，陳甘棠與盧山、盧丹等組織「三愚編劇社」，供應劇本，陳甘棠與盧山是劇團經理。
7. ↑  1962年，在「慶新聲」升至正印花旦，入行二十多年。
8. ↑  薛派四大美人系列是《楊貴妃》、《西施》、《貂蟬》、《王昭君》及薛戲路甚廣，既攻⽣更演旦 ，如先飾貂蟬、後飾紅臉關公。

## 外部連結
- 1954年初前排正中 （页面存档备份，存于）, 【明周娛樂】任姐與仙姐到安南做大戲，演出團隊與送行者眾，包括有陳錦棠、梁醒波夫婦、唐滌生等。
- 《中國祭祀演劇研究》田仲一成著作 （页面存档备份，存于），550頁，輞井圍玄關二帝(神誕慶祝)例戲(大送子)彩龍鳳劇團（羽佳、陳好逑），1980年（舊暦）三月初三日, 陳(逑姐) 不演七姐，抱仔。
- 世事無常 （页面存档备份，存于） 五大花旦(上世紀) 七十年代(中)的一張珍貴合照。【東周刊官方網站】
- 陳好逑在互联网电影资料库（IMDb）上的資料（英文）
- 陳好逑在香港影庫上的簡介